# Drive (chanson des Cars)
Pour les articles homonymes, voir Drive.
Singles de The Cars
Magic
(1984) Hello Again
(1984)
Drive est une chanson du groupe de new wave américain The Cars, qui constitue le troisième single extrait de l'album Heartbeat City paru le 23 juillet 1984 et leur plus grand succès international.
La chanson, qui a été saluée par le journaliste Donald A. Guarisco d'AllMusic comme « une ballade magnifique qui combine une écriture sincère à une sonorité électronique séduisante », a été interprétée au concert humanitaire Live Aid en 1985.

## Historique
Composée par le chanteur et leader du groupe Ric Ocasek, la chanson est produite par Robert John "Mutt" Lange avec le groupe,. Drive est chantée non par le leader du groupe Ric Ocasek mais par le bassiste Benjamin Orr,, qui a partagé le chant avec Ocasek tout au long de la carrière des Cars.
À sa sortie, Drive devient le single le mieux classé des Cars aux États-Unis,, culminant à la troisième place du classement hebdomadaire Billboard Hot 100 et à la première place du classement Hot Adult Contemporary.
Le titre atteint la troisième place en Irlande et en Norvège, la quatrième en Allemagne de l'Ouest, la cinquième au Royaume-Uni, la sixième au Canada et la neuvième en France.
La chanson est associée au concert humanitaire Live Aid de juillet 1985, où elle est utilisée comme fond musical pour un montage de clips décrivant la famine qui régnait alors en Éthiopie,. Ce concert au JFK Stadium de Philadelphia fut regardé par 1,9 milliard de personnes dans 150 pays à travers le monde.
À la suite du concert Live Aid, le titre ressort au Royaume-Uni et atteint la quatrième place en août 1985. Les revenus générés par les ventes de la chanson atteignent presque 160.000 £, destinés au Band Aid Trust : Ric Ocasek donne à Midge Ure, co-organisateur du Live Aid, un chèque de ce montant en novembre 1986, alors qu'il est de passage à Londres.
Cette ballade émouvante sera jouée aux funérailles de Benjamin Orr.

## Clip vidéo
Le clip vidéo est réalisé par l'acteur Timothy Hutton. Il habite à l'époque près de la résidence d'Elliot Roberts, le manager des Cars. Or, ceux-ci ne cessent d'écouter des titres de l'album Heartbeat City avant sa sortie. Impressionné par la chanson Drive, Timothy Hutton en fait part à Elliot Robert et lui explique ses idées sur la façon dont le groupe peut en faire un clip vidéo. Convaincu, celui-ci persuade Ric Ocasek de confier la réalisation du clip à Timothy Hutton.
Le clip, qui devient un gros succès sur MTV, alterne des vues de Benjamin Orr assis dans un night-club désaffecté, face à des mannequins figurant les clients et le barman, et des scènes décrivant la rupture entre des personnages interprétées par Ric Ocasek et un mannequin de 19 ans, Paulina Porizkova,,.
Restée seule, la jeune femme pleure et rit de façon hystérique avant de se rendre au night-club. Elle regarde tristement à travers une vitre sale en direction de la scène, où des mannequins en smoking représentent les membres des Cars en concert, avant de s'en aller à la fin de la vidéo.
Par la suite, le 23 août 1989, le chanteur Ric Ocasek épouse Paulina Porizkova, rencontrée sur ce tournage, : Paulina Porizkova, qui devient ainsi la troisième épouse d'Ocasek, reconnaîtra plus tard être tombée amoureuse de lui presqu'immédiatement : « C'était comme un rêve d'adolescente. Il est entré dans la pièce. J'ai commencé à transpirer. J'avais beaucoup de mal à respirer. J'ai cru que j'allais m'évanouir. Je savais que j'allais l'épouser ».

## Accueil critique
Le journaliste Donald A. Guarisco d'AllMusic salue en Drive « une magnifique ballade alliant une écriture sincère à un univers électronique envoûtant, créant ainsi l'un de leurs plus grands succès. Les paroles de Drive sont d'une intensité émotionnelle très directe […] Cet arrangement est chaleureusement porté par la voix plaintive de Benjamin Orr, qui transmet les émotions des paroles sans les surcharger. Cette voix est soutenue par un arrangement vocal complexe à plusieurs voix rappelant les voix de I'm Not in Love de 10cc. ».

## Musiciens
- Ric Ocasek : guitare
- Elliot Easton : guitare
- Greg Hawkes : claviers
- David Robinson : batterie
- Benjamin Orr : chant principal et basse

## Classements et certifications
| Classement (1984–1985)                 | Meilleure position |
| -------------------------------------- | ------------------ |
| Afrique du Sud (Springbok Top 20)      | 11                 |
| Allemagne de l'Ouest (Media Control)   | 4                  |
| Australie (Kent Music Report)          | 10                 |
| Autriche (Ö3 Austria Top 40)           | 8                  |
| Belgique (Flandre Ultratop 50 Singles) | 11                 |
| Canada (Top Singles)                   | 6                  |
| Canada (Adult Contemporary Tracks)     | 1                  |
| Canada (The Record)                    | 5                  |
| États-Unis (Hot 100)                   | 3                  |
| États-Unis (Adult Contemporary)        | 1                  |
| États-Unis (Mainstream Rock)           | 3                  |
| États-Unis (Cash Box Top 100 Singles)  | 4                  |
| Europe (European Top 100 Singles)      | 9                  |
| Finlande (Suomen virallinen lista)     | 11                 |
| Irlande (IRMA)                         | 3                  |
| Pays-Bas (Nederlandse Top 40)          | 14                 |
| Pays-Bas (Nationale Hitparade)         | 12                 |
| Norvège (VG-lista)                     | 9                  |
| Nouvelle-Zélande (RMNZ)                | 5                  |
| Royaume-Uni (UK Singles Chart)         | 4                  |
| Suède (Sverigetopplistan)              | 15                 |
| Suisse (Schweizer Hitparade)           | 3                  |

| Classement (1984)                     | Position |
| ------------------------------------- | -------- |
| Australie (Kent Music Report)         | 67       |
| Canada (Top Singles)                  | 42       |
| États-Unis (Hot 100)                  | 41       |
| États-Unis (Adult Contemporary)       | 13       |
| États-Unis (Cash Box Top 100 Singles) | 29       |
| Nouvelle-Zélande (RMNZ)               | 35       |
| Royaume-Uni (Gallup)                  | 56       |

| Classement (1985)    | Position |
| -------------------- | -------- |
| Royaume-Uni (Gallup) | 53       |

| Pays                                                                    | Certification | Ventes certifiées |
| ----------------------------------------------------------------------- | ------------- | ----------------- |
| Royaume-Uni (BPI)                                                       | Or            | 500 000^          |
| ^Mise en rayon selon la certification xNon précisé par la certification |               |                   |

## Dans la culture populaire
Cinéma
- 2004: Amour et Amnésie
- 2005: Les Berkman se séparent
- 2007: Transformers

Télévision
- 2003: Nip/Tuck
- 2005: Cold Case: Affaires classées
- 2019: Arrested development - Les nouveaux pauvres